# Clementia von Zähringen

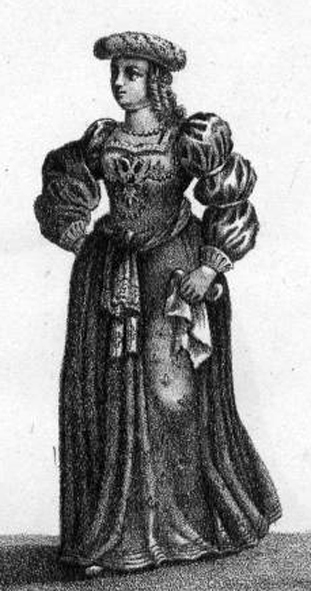
Clementia von Zähringen

Clementia von Zähringen († um 1167 oder 1173) war von 1147 bis 1162 Ehefrau Heinrichs des Löwen.

## Leben

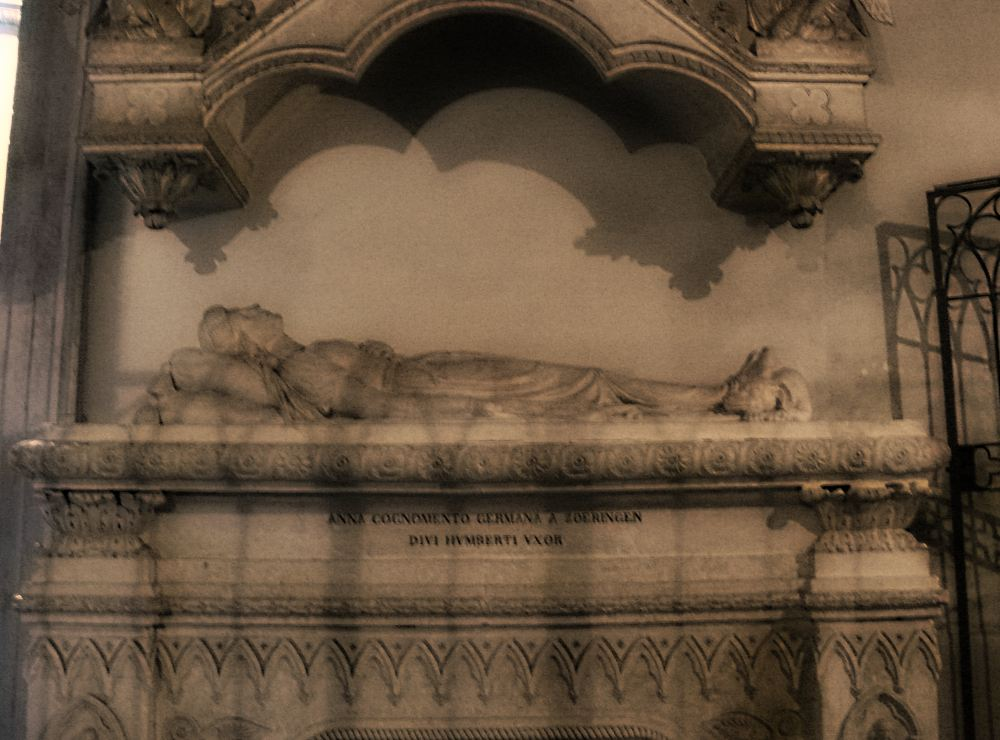
Grab Clementia von Zähringens in der Abteikirche Hautecombe

Die Hochzeit der Tochter von Konrad von Zähringen mit dem welfischen Heinrich war ein politisches Bekenntnis der Zähringer gegen die Staufer und diente der Konsolidierung der erreichten Machtbasis der Zähringer.
1150/51 war sie während des Aufenthaltes ihres Ehemannes in Bayern Regentin und unterstützte den abodritischen Fürsten Niklot bei seinem Feldzug gegen die abtrünnigen Kessiner und Zirzipanen, indem sie den holsteinischen Grafen Adolf II. von Schauenburg veranlasste, an der Seite Niklots mit einem für die damaligen Verhältnisse beachtlichen Aufgebot von 2000 Männern gegen die Aufständischen ins Feld zu ziehen.
Diese Ehe wurde mit dem Argument zu naher Verwandtschaft 1162 aufgelöst. Der staufische Kaiser Friedrich Barbarossa förderte die Auflösung der Ehe, da er mit Clementias Bruder Berthold IV. in Burgund und am Oberrhein konkurrierte. Heinrich fehlte aus der vierzehnjährigen Ehe weiterhin ein männlicher Nachkomme. Zu dieser Zeit waren aus der Ehe der früh verstorbene Sohn Heinrich und zwei Töchter hervorgegangen. Nach 1150 wurde Gertrud geboren; sie heiratete 1166 Herzog Friedrich IV. von Schwaben; in zweiter Ehe war sie mit Knut VI. von Dänemark verheiratet. Ihre jüngere Schwester Richenza starb ebenfalls schon im Kindesalter.
In zweiter Ehe verband sich Clementia mit Graf Humbert III. von Maurienne aus dem Haus Savoyen. Aus dieser Verbindung entsprangen die beiden Töchter Adelheid (1166–1174, seit 1172 Verlobte von Johann Ohneland) und Sophie (1167 oder 1172–1202, ⚭ mit Azzo VI. d’Este).